# Прадер-ле-Бургетс
Праде́р-ле-Бурге́тс, Прадер-ле-Бурґетс (фр. Pradère-les-Bourguets) — колишній муніципалітет у Франції, у регіоні Окситанія, департамент Верхня Гаронна. Населення — 216 осіб (2011).
Муніципалітет був розташований на відстані близько 590 км на південь від Парижа, 23 км на захід від Тулузи.

## Історія
До 2015 року муніципалітет перебував у складі регіону Південь-Піренеї. Від 1 січня 2016 року належав до нового об'єднаного регіону Окситанія.
1-1-2018 Прадер-ле-Бургетс і Лассерр було об'єднано в новий муніципалітет Лассерр-Прадер.

## Демографія
Динаміка населення (INSEE ):
Розподіл населення за віком та статтю (2006):
| Стать | Всього | До 15 років | 15-24 | 25-44 | 45-64 | 65-85 | Понад 85 |
| --- | ------ | ----------- | ----- | ----- | ----- | ----- | -------- |
| Чоловіки | 136    | 12          | 20    | 36    | 56    | 8     | 4        |
| Жінки | 104    | 20          | 16    | 24    | 32    | 12    | 0        |
| \| Статево-вікова піраміда \| Статево-вікова піраміда \| Статево-вікова піраміда \| \| ----------------------- \| ----------------------- \| ----------------------- \| \| Чоловіки \| Вік \| Жінки \| \| 4 \| 85 + \| 0 \| \| 0 \| 80-84 \| 4 \| \| 0 \| 75-79 \| 0 \| \| 4 \| 70-74 \| 4 \| \| 4 \| 65-69 \| 4 \| \| 8 \| 60-64 \| 8 \| \| 20 \| 55-59 \| 0 \| \| 4 \| 50-54 \| 12 \| \| 24 \| 45-49 \| 12 \| \| 24 \| 40-44 \| 16 \| \| 8 \| 35-39 \| 4 \| \| 4 \| 30-34 \| 0 \| \| 0 \| 25-29 \| 4 \| \| 4 \| 20-24 \| 4 \| \| 16 \| 15-20 \| 12 \| \| 0 \| 10-14 \| 8 \| \| 4 \| 5-9 \| 8 \| \| 8 \| 0-4 \| 4 \| |        |             |       |       |       |       |          |
| Статево-вікова піраміда |        |             |       |       |       |       |          |
| Чоловіки | Вік    | Жінки       |       |       |       |       |          |
| 4 | 85 +   | 0           |       |       |       |       |          |
| 0 | 80-84  | 4           |       |       |       |       |          |
| 0 | 75-79  | 0           |       |       |       |       |          |
| 4 | 70-74  | 4           |       |       |       |       |          |
| 4 | 65-69  | 4           |       |       |       |       |          |
| 8 | 60-64  | 8           |       |       |       |       |          |
| 20 | 55-59  | 0           |       |       |       |       |          |
| 4 | 50-54  | 12          |       |       |       |       |          |
| 24 | 45-49  | 12          |       |       |       |       |          |
| 24 | 40-44  | 16          |       |       |       |       |          |
| 8 | 35-39  | 4           |       |       |       |       |          |
| 4 | 30-34  | 0           |       |       |       |       |          |
| 0 | 25-29  | 4           |       |       |       |       |          |
| 4 | 20-24  | 4           |       |       |       |       |          |
| 16 | 15-20  | 12          |       |       |       |       |          |
| 0 | 10-14  | 8           |       |       |       |       |          |
| 4 | 5-9    | 8           |       |       |       |       |          |
| 8 | 0-4    | 4           |       |       |       |       |          |

## Економіка
2010 року серед 146 осіб працездатного віку (15—64 років) 103 були активними, 43 — неактивними (показник активності 70,5%, у 1999 році було 76,9%). З 103 активних мешканців працювали 93 особи (48 чоловіків та 45 жінок), безробітними було 10 (5 чоловіків та 5 жінок). Серед 43 неактивних 19 осіб було учнями чи студентами, 16 — пенсіонерами, 8 були неактивними з інших причин.

У 2010 році в муніципалітеті числилось 87 оподаткованих домогосподарств, у яких проживали 219,0 особи, медіана доходів виносила 20 625 євро на одного особоспоживача